# Fundação Nacional de Saúde
A Fundação Nacional de Saúde (FUNASA) foi uma entidade vinculada ao Ministério da Saúde do governo do Brasil encarregada de promover saneamento básico à população. Até 2010 cuidou também da assistência a saúde das populações indígenas, função esta que, atendendo a uma reivindicação antiga das populações indígenas, passou a ser exercida diretamente pelo Ministério da Saúde com a criação da Secretaria Especial de Saúde Indígena (SESAI).
A FUNASA detém a mais antiga e contínua experiência em ações de engenharia de saúde pública no Brasil. Ela direciona as ações de saneamento para as comunidades cujos indicadores de saúde denotam a presença de enfermidades causadas pela falta e/ou da inadequação de saneamento. Atuou apoiando técnica e/ou financeiramente o desenvolvimento de ações de saneamento.

## Histórico

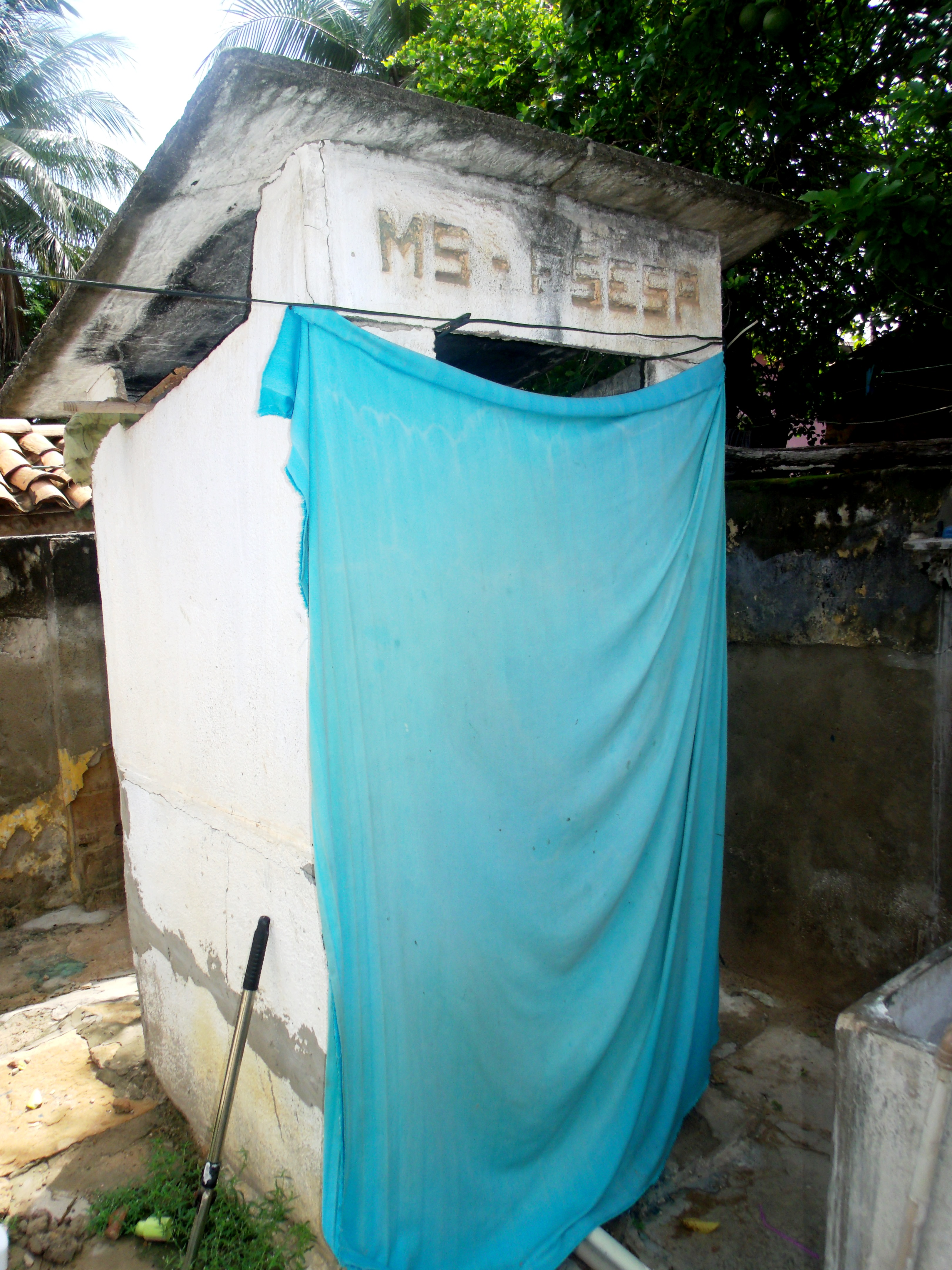
Antigo banheiro com fossa séptica do padrão da FSESP.

A Fundação Nacional de Saúde (Funasa) surgiu com o Decreto nº 100, de 16 de abril de 1991, como resultado da fusão de vários segmentos da área de saúde, entre os quais a Fundação Serviços de Saúde Pública (Fsesp) e a Superintendência de Campanhas de Saúde Pública (Sucam). Suas ações consistiam no trabalho de prevenção e combate a doenças, na educação em saúde, na atenção à saúde de populações carentes, sobretudo aquelas do Norte e Nordeste, no saneamento e no combate e controle de endemias, além da pesquisa científica e tecnológica voltadas para a saúde.

### FSESP

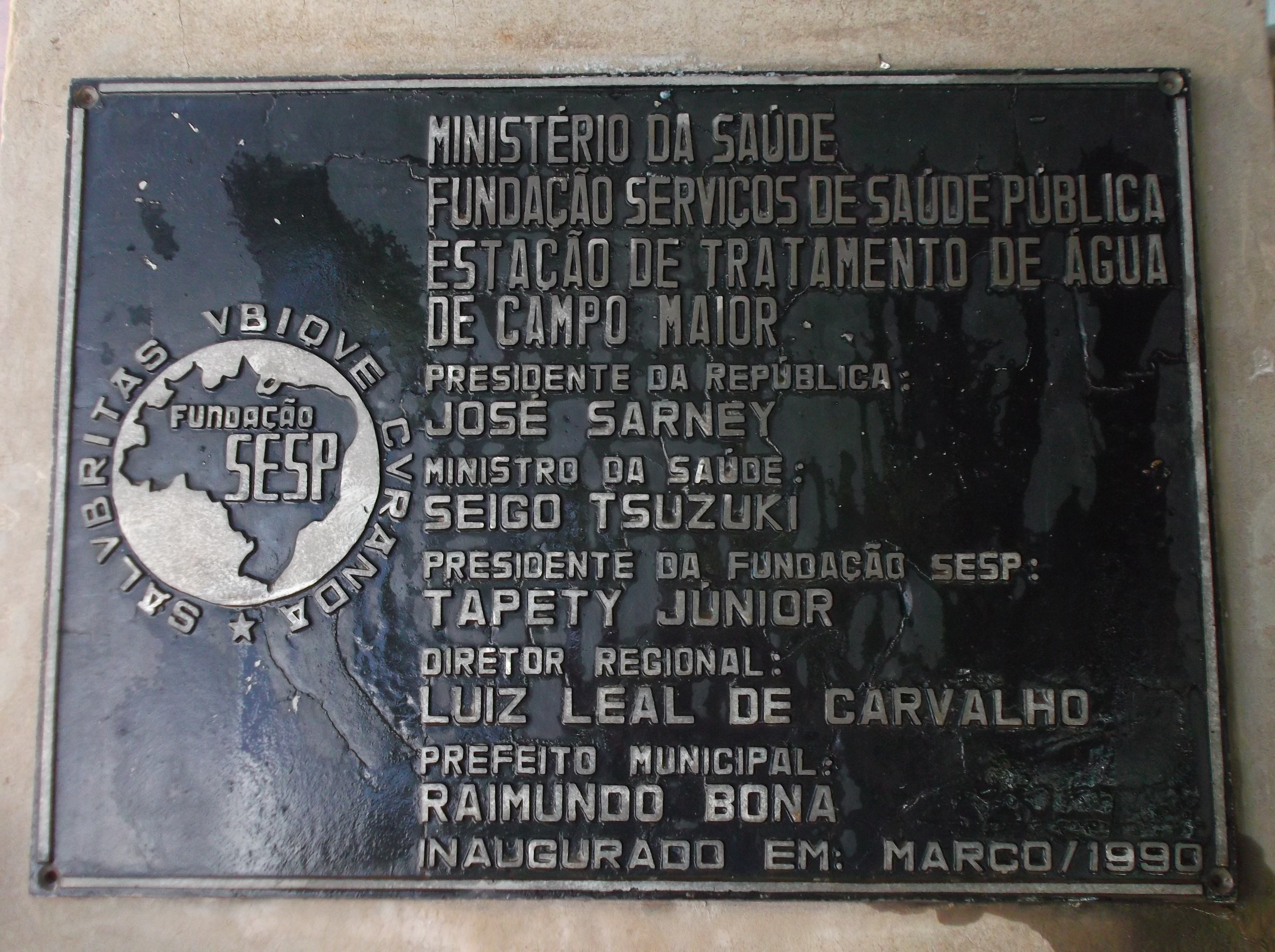
Placa com o emblema da antiga FSESP.

Da FSESP, a contribuição é representada por seu pioneirismo na associação das ações preventivas às de assistência curativa e de saneamento básico, desenvolvendo e consolidando métodos e experiências: de organização de sistemas locais de saúde; de municipalização de sistemas públicos de abastecimento de água; de tecnologias simplificadas e adaptadas à realidade local, voltadas para a promoção de melhorias sanitárias, e de fluoretação da água destinada ao consumo humano.
Nascida no auge da Segunda Guerra Mundial, a Fsesp tinha a missão de montar infraestruturas sanitárias nas áreas onde existiam matérias-primas de interesse estratégico. O Serviço Especial de Saúde Pública, com o término da guerra, foi mantido pelos governos brasileiro e norte-americano, que o patrocinavam[carece de fontes?] e decidiram mantê-lo. Seu caráter de serviço especial permitia-lhe uma flexibilidade de execução e uma capacidade de adaptação que a destinavam à tarefa específica de levantar os padrões sanitários das zonas rurais brasileiras.
O Serviço Especial de Saúde Pública atuava em regiões despovoadas e extremamente pobres, como os interiores do Nordeste e da Amazônia. E como seus serviços foram, sempre, desenvolvidos em comunidades carentes de qualquer infraestrutura urbana, também incluiu-se o saneamento como parte integrante de sua rotina sanitária. Durante quase 50 anos de existência, chegou a atuar em 600 municípios, operando cerca de 861 unidades básicas de saúde.[carece de fontes?]

### Sucam

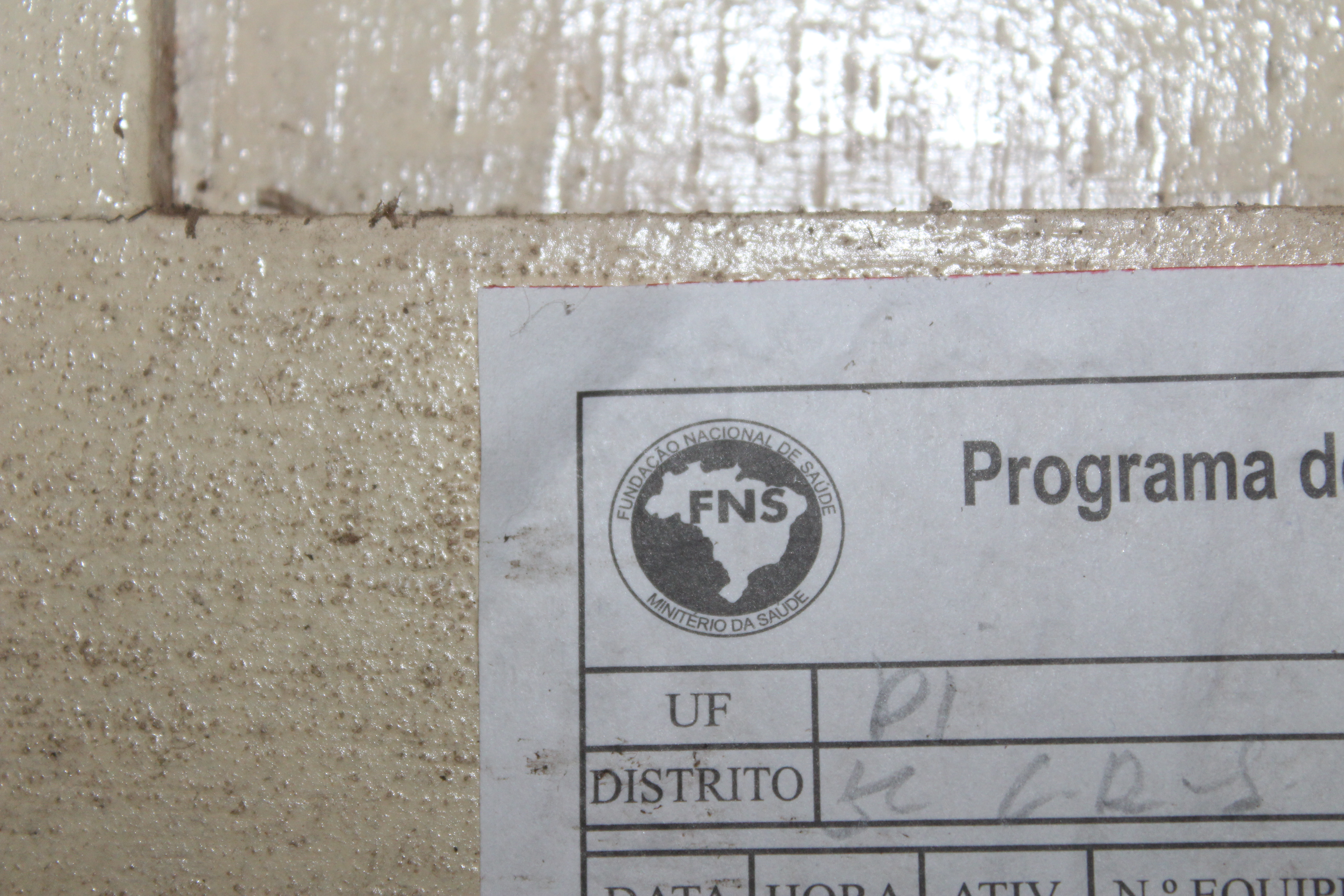
Primeiro emblema da instituição.

Da Sucam, órgão que por sua vez resultou da fusão do Departamento Nacional de Endemias Rurais (DENERu), da Campanha de Erradicação da Malária (CEM) e da Campanha de Erradicação da Varíola (CEV), a Fundação herdou atividades de combate às endemias de transmissão vetorial, que transformaram a Sucam no órgão de maior penetração rural no país. Sua estrutura operacional estava presente em todos os Estados brasileiros.
Tinha como finalidade o controle ou erradicação das grandes endemias no Brasil, desenvolvendo quatro Programas de Controle de Doenças: Chagas, malária, esquistossomose e febre amarela, bem como cinco Campanhas Contra: a filariose, o tracoma, a peste, o bócio endêmico e as leishmanioses. Possuía em todas as unidades federadas diretorias regionais, que tinham em sua estrutura distritos sanitários, totalizando oitenta em todo o país, sendo essas as unidades responsáveis pela operacionalização de atividades de campo.
A Sucam foi herdeira de um dos mais antigos modelos de organização de ações de saúde pública do Brasil, denominado sanitarismo campanhista. Esse modelo teve como premissa a revolução pasteuriana (alusão ao cientista francês Louis Pasteur) e foi implementado pelo médico-sanitarista Oswaldo Cruz, na primeira década do século XX.[carece de fontes?]

### Reforma de 2010
A  Lei nº 12 314, de 2010, alterou as competências da Funasa, que passou então a ser a instituição do governo federal responsável em promover o fomento à soluções de saneamento para prevenção e controle de doenças, bem como formular e implementar ações de promoção e proteção à saúde relacionadas com as ações estabelecidas pelo Subsistema Nacional de Vigilância em Saúde Ambiental.
Um exemplo de sua atuação é a implantação de Melhorias Habitacionais para Controle da Doença de Chagas, que consistem em melhorar as condições físicas e sanitárias das habitações e do peridomicílio, por meio de restauração (reforma) ou reconstrução.
Sendo assim, os investimentos implementados visam a efetivação da saúde preventiva e à universalização do acesso aos serviços de saneamento básico. Destacam-se ações em Sistemas de Abastecimento de Água (SAA) e Sistemas de Esgotamento Sanitário (SES) nos municípios com população até 50 000 habitantes, em conformidade com as respectivas necessidades, maximizando a eficácia das mesmas e dos resultados, sendo pautadas em consonância com indicadores de saúde.
A Funasa desenvolve também atividades integrantes do Programa de Aceleração do Crescimento (PAC), realizando o acompanhamento de obras em execução do PAC1 e a implementação do PAC2, com a programação de execução de obras de saneamento em mais de mil municípios.[carece de fontes?]
Desenvolve ainda as ações de Resíduos Sólidos “Implementação de projetos de coleta e reciclagem de materiais” diretamente com as cooperativas e associações de catadores e “Implantação e Melhoria de Sistemas Públicos de Manejo de Resíduos Sólidos em Municípios de até 50 000 Habitantes, exclusive de Regiões Metropolitanas ou regiões Integradas de Desenvolvimento Econômico (RIDE)”. As atividades têm como objetivo fomentar a ampliação da área de cobertura dos serviços públicos de manejo de resíduos sólidos, por meio do financiamento de Aterro Sanitário, Construção de Galpão de Triagem e Aquisição de Veículos e Equipamentos, bem como elaboração de Projeto de Galpão de Triagem e de Projeto de Aterro Sanitário.
Além disso, a Fundação é responsável pela implementação das ações de saneamento em áreas rurais de todos os municípios brasileiros, inclusive no atendimento às populações remanescentes de quilombos, assentamentos rurais e populações ribeirinhas, conforme definido pelo Plano Nacional de Saneamento Básico (Plansab), em fase de elaboração.
Por fim, desenvolve também ações estratégicas preventivas de Saúde Ambiental para a redução dos riscos para a saúde humana e ações de estudos e pesquisas na área de saneamento e de saúde ambiental, além de contar com o Programa Nacional de Apoio ao Controle da Qualidade da Água para Consumo Humano (PNCQA), que busca fomentar e apoiar tecnicamente os estados, Distrito Federal e municípios no desenvolvimento de ações, planos e políticas para as ações de controle da qualidade da água para consumo. Completa o rol de ações o eixo de Educação em Saúde Ambiental, entendido como um conjunto de práticas pedagógicas e sociais, de conteúdo técnico, político e científico, que contribuem efetivamente na formação e o desenvolvimento da consciência crítica do cidadão, estimulando a participação, o controle social e sustentabilidade socioambiental.
Em janeiro de 2011, no inicio do governo Dilma, a Controladoria-Geral da União (CGU) publicou relatório de auditorias revelando que a Funasa teve seus recursos subtraídos numa quantia de meio bilhão de reais nos quatro anos anteriores, fundos desviados num conjunto de "convênios irregulares, contratações viciadas e repasses a Estados e prefeituras sem a prestação de contas exigida por lei."
Após o afastamento da presidente Dilma por causa de seu processo de impeachment, o presidente Michel Temer reapontou Antonio Henrique de Carvalho Pires, que havia sido exonerado por Dilma, para a presidência da Funasa. Antonio Henrique disse que foi demitido por não aceitar indicações políticas do Partido Trabalhista Nacional (PTN) e do Partido da Mulher Brasileira (PMB).
Em 2017 a Funasa saiu de sua antiga sede, alugando um edifício na Asa Norte enquanto os bombeiros e a defesa civil vistoriavam o imóvel antigo. Em 2019, o então secretário de Segurança do Distrito Federal Anderson Torres alegou que a antiga sede encontrava-se em estado de risco, de modo que o órgão não pode voltar. O contrato de aluguel no valor de 14,5 milhões de reais ao ano, feito sem licitação, tornou-se alvo do Tribunal de Contas da União. A Funasa processou o Distrito Federal na Justiça Federal, a qual, em 2020, reconheceu que a interdição era medida extrema e liberou o funcionamento do prédio.
Em fevereiro de 2019, o governo Bolsonaro nomeou Ronaldo Nogueira como presidente da Funasa. Nogueira foi ministro do Trabalho durante o governo Temer, aproximando-se do governo sucessor por sua ligação evangélica. Uma operação da Polícia Federal investigou Nogueira pelo suposto desvio de 50 milhões de reais dos cofres públicos; o governo se viu obrigado a demiti-lo em fevereiro de 2020. Em seu lugar, assumiu Marcio Sidney Sousa Cavalcante.
Em maio do mesmo ano, o coronel da Polícia Militar do Estado de Minas Gerais Giovanne Gomes da Silva foi nomeado presidente da Fundação, em indicação agora do Partido Social Democrático (PSD).  A revista Veja denunciou-o por acusações de assédio moral por parte dos funcionários em março de 2021. No mês seguinte, o Ministério Público Federal abriu investigação após novas denúncias. Em resposta à revista, Giovanne negou as acusações e disse que as "correções necessárias" estavam em progresso. Por causa das denúncias, o coronel Giovanne pediu demissão em agosto de 2021; em sua renúncia, agradeceu ao seu padrinho político, o líder do PSD na Câmara, deputado Diego Andrade. Diego também indicaria seu substituto, o advogado Miguel da Silva Marques, seu concunhado, que até então era superintendente da Companhia Brasileira de Trens Urbanos em Minas.
Numa matéria de setembro de 2022, o Estadão apontava que o governo Bolsonaro havia entregado mais de metade das superintendências a indicações do centrão, num processo em que assumiram cargos de comando na fundação vários parentes de políticos, uma coach, e um especialista em "análise sensorial de cachaça" e dono de restaurante self-service. Em resposta a matéria, a Funasa disse que que "as nomeações que realiza estão em conformidade com decretos e legislações que disciplinam o tema".
Em 30 de janeiro de 2023, a CGU publicou relatório apontando ineficiências nas obras de saneamento básico promovidas pela Funasa, muita das quais finalizavam inacabadas, abandonadas ou paralisadas. Além disso, apontou que muito dos recursos financeiros não eram destinados por critérios técnicos, mas sim por meio de emendas parlamentares.

### Extinção
Numa das primeiras ações do governo que assumiu em 2023, a Fundação foi extinta por meio da medida provisória (n° 1 156/2023). As competências da Funasa serão divididas entre os Ministérios da Saúde e o Ministério das Cidades. A ideia de sua reestruturação foi trazida pelo relatório da equipe de transição, de forma a evitar a duplificação de responsabilidades administrativas. Após o anúncio, a Associação Nacional dos Serviços Municipais de Saneamento (Assemae) se manifestou contra a mudança, temendo potenciais prejuízos na área de saneamento. Como toda MP o texto deve ser aprovado pelo Congresso para manter a validade dentro de 90 dias. A Casa Civil de Rui Costa articulava no Congresso para a manutenção da MP, vendo na extinção da Funasa a melhor chance para que políticas públicas ganhassem capacidade operacional; os que defendiam sua volta, como o líder do PT na Câmara, deputado Zeca Dirceu, viam o possível ganho político, uma vez que a extensão do órgão pelos municípios brasileiros fazia com que a Fundação fosse alvo tradicional de indicações de cargos por políticos, particularmente os do centrão. A extinção do órgão fez com que perdessem o cargo indicados por menos 16 parlamentares de seis partidos, particularmente o PSD, que havia indicado a presidência da fundação. A Confederação Nacional de Municípios defendeu a rejeição da MP.

## Competências
De acordo com o decreto nº 8 867, de 3 de outubro 2016, são competências desta fundação:
- Fomentar soluções de saneamento para prevenção e controle de doenças;
- Formular e implementar ações de promoção e proteção à saúde relacionadas com as ações estabelecidas pelo Subsistema Nacional de Vigilância em Saúde Ambiental.

Neste sentido, a Funasa busca promover a inclusão social, por meio da saúde, financiando projetos e soluções para a prevenção e controle de doenças e agravos ocasionados pela falta ou inadequação nas condições de saneamento básico em áreas de interesse especial, como assentamentos, remanescentes de quilombos e reservas extrativistas.
Na área de Engenharia de Saúde Pública, o órgão detém a mais antiga e contínua experiência em ações de saneamento no país e atua com base em indicadores sanitários, epidemiológicos, ambientais e sociais. A Funasa presta apoio técnico e/ou financeiro no combate, controle e redução da mortalidade infantil e da incidência de doenças de veiculação hídrica ou causadas pela falta de saneamento básico e ambiental. Os investimentos visam intervir no meio ambiente, na infraestrutura dos municípios de até 50 mil habitantes, prioritariamente, e nas condições de vida de populações vulneráveis.

## Áreas de atuação

### Engenharia de saúde pública
A estreita relação entre as condições ambientais, os problemas sanitários e o perfil epidemiológico das doenças e agravos integra definitivamente as ações de saneamento da Funasa ao Sistema Único de Saúde (SUS), visando à prevenção de doenças.
Entre as ações a serem desenvolvidas para a prevenção de doenças e controle de agravos estão a construção e ampliação de sistemas de abastecimento de água e de esgotamento sanitário, além da implantação de melhorias sanitárias domiciliares.
A Funasa está, ainda, implantando, ampliando ou melhorando os sistemas de tratamento e destinação final de resíduos sólidos, principalmente em áreas de proliferação do mosquito aedes aegypti, efetivando a drenagem e o manejo ambiental em áreas endêmicas de malária e fazendo obras de engenharia em habitações visando ao controle da doença de Chagas.
Fazem parte das prioridades da Funasa a promoção, o apoio técnico e financeiro ao controle de qualidade da água para consumo humano; o estímulo e financiamento de projetos de pesquisa em engenharia de saúde pública e saneamento; e o apoio técnico a estados e municípios para a execução de projetos de saneamento, passando por estratégias de cooperação técnica.
Apesar de não ser um órgão de fomento, seu papel como difundidor de conhecimento extradisciplinar na área da saúde foi reconhecido.

### Saúde ambiental
Na área de Saúde Ambiental, compete a Funasa planejar, coordenar, supervisionar e monitorar a execução das atividades relativas:
- à formulação e implementação de ações de promoção e proteção à saúde ambiental, em consonância com a política do Subsistema Nacional de Vigilância em Saúde Ambiental;
- ao controle da qualidade de água para consumo humano proveniente de sistemas de abastecimento público, conforme critérios e parâmetros estabelecidos pelo Ministério da Saúde; e
- ao apoio ao desenvolvimento de estudos e pesquisas na área de saúde ambiental.